# 빌보드코리아
빌보드코리아(Billboard Korea)는 펜스케 글로벌 미디어 소유의 미국 뮤직 엔터테인먼트 미디어 브랜드 ≪빌보드≫의 한국 지사다.
현재 K-Pop 차트와 뉴스, 비디오, 포토, 이벤트 등 다양한 컨텐츠를 제공준비 중이다. 빌보드 코리아의 K-Pop 100 차트는 디지털 스트리밍, 다운로드, 앨범판매, 브로드캐스트를 기반으로 집계예정이며 미국 빌보드 본사 사이트의 인터내셔널 부문 K-Pop 100에 함께 게재될 예정이다.
빌보드 코리아는 2009년과 2017년에 두 차례 설립되었으나 모두 폐업된 바 있으며, 현재는 세 번째로 론칭된 사례다. 앞선 두 번의 론칭과의 차이에 대해 김유나 현 대표는 "이전의 빌보드 코리아와 현재의 빌보드는 무관하며, 현재는 펜스케 미디어 코퍼레이션(PMC)이 인수한 상태로, 본사의 관리 하에 운영되고 있다"고 밝혔다. 다만, 과거 설립자들의 공식 입장이나 현재 운영 방식과의 구체적 차이에 대해서는 추가적으로 알려진 바는 없다.
빌보드 코리아 김유나 대표는 과거 ‘유나킴’이라는 이름으로 방송 활동을 한 이력이 있으며, 웨딩 스페셜리스트로 활동한 경력도 있는 것으로 알려져 있다. ｜
2024년 12월, 빌보드 코리아가 방탄소년단(BTS) 멤버 슈가(SUGA)를 SNS 게시물에서 제외한 사실이 알려지며 일부 팬들 사이에서 비판이 제기되었다. 원본 게시물에는 슈가가 포함되어 있었으나, 이후 편집 과정에서 삭제된 것으로 전해졌다. 이와 관련해 일각에서는 슈가의 음주운전 사건 이후 일부 한국 미디어가 그를 의도적으로 배제하고 있다는 주장이 제기되기도 했다. 
2025년 5월 1일 보도에 따르면, 일부 인플루언서 및 연예인 소속사 대표와 빌보드 코리아 간의 연관성이 제기되었다. 

## 같이 보기
- 빌보드
- 코리아 K-Pop 핫 100